# Schließnase
Die Schließnase, auch Schließnocken oder Schließbart genannt, ist ein wichtiger Bauteil im Zylinderschloss, denn die Schließnase löst den Schließvorgang aus.

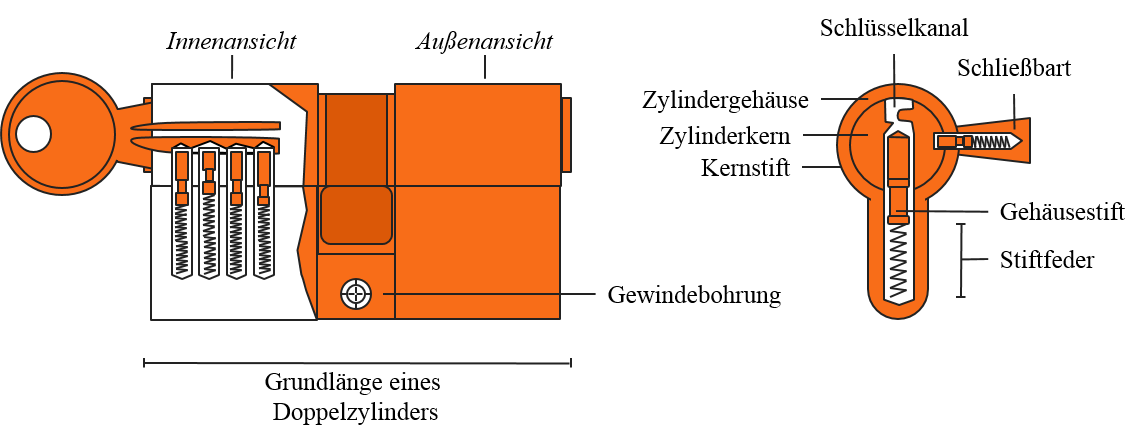
Schließzylinder: Funktion und Bauweise

## Funktionsweise
Um den Schließzylinder zu betätigen, dreht sich die Schließnase im Schloss mit. Dabei kann sie die gefederte Riegel-Zuhaltung anheben, damit sich der Riegel verschiebt. Die Drehung der Schließnase verschiebt den Riegel um eine Tour, bis er wieder in der Zuhaltung einrastet. Damit ist der Schließvorgang beendet.
Der Drehvorgang der Schließnase wird gewöhnlich durch den Schlüssel ermöglicht. Sobald der Schlüssel aus dem Schloss gezogen wird, blockiert der Zylinder die Schließnase.

### Ausnahme Panikschloss
Eine Ausnahme stellt die spezielle Bauart der Schließnase bei Panikschlössern dar. In diesem Fall ist ein Schließzylinder mit einer Freilauffunktion ausgestattet. D. h. die Schließnase kann auch im Freilauf betätigt werden, also auch dann, wenn kein Schlüssel zum Einsatz kommt. Diese Funktion ist erforderlich für spezielle Profilzylinder in Panikschlössern. Denn so kann eine verschlossene Tür im Notfall nur durch das Drücken der Türklinke oder der Panikstange geöffnet werden.

### Verstellbare Schließnasen
Speziell Halbzylinder werden immer mit einer verstellbaren Schließnase angeboten. Diese Option ist relevant für die individuelle Positionierung der Schließnase. Ist diese verstellbar, kann man sie in die gewünschte Position drehen. Die Schließnase muss üblicherweise in einem Winkel von 0° bis 315° zum Schloss positioniert werden. So kann man sicherstellen, dass die Grundstellung der Schließnase den Gegebenheiten des Einbaus entspricht.